# Bicho de Sete Cabeças
Bicho de Sete Cabeças é um filme de drama brasileiro de 2000 dirigido por Laís Bodanzky e com roteiro de Luiz Bolognesi baseado no livro autobiográfico de Austregésilo Carrano Bueno, Canto dos Malditos. O filme foi realizado com a parceria entre as produtoras brasileiras Buriti Filmes, Dezenove Som e Imagens Produções Ltda. e Gullane Filmes, com a participação da brasileira RioFilme e da italiana Fabrica Cinema e a distribuição da Columbia TriStar, e contou com Rodrigo Santoro, Othon Bastos e Cássia Kis nos papéis principais.
O filme conta a história de Neto (Rodrigo Santoro), um jovem que é internado em um hospital psiquiátrico após seu pai descobrir um cigarro de maconha em seu casaco. Lá, Neto é submetido a situações abusivas. O filme, além de abordar a questão dos abusos feitos pelos hospitais psiquiátricos, também aborda a questão das drogas e a relação entre pai e filho e as consequências geradas na estrutura da família.
Bicho de Sete Cabeças foi amplamente aclamado de um modo geral, recebendo vários prêmios e indicações, dentre eles, o Prêmio Qualidade Brasil, o Grande Prêmio Cinema Brasil e o Troféu APCA de "Melhor Filme", além de ser o filme mais premiado do Festival de Brasília e do Festival do Recife. O filme abriu portas para uma nova maneira de pensar sobre as instituições psiquiátricas no Brasil, e em torno disso, foi aprovada pelo Congresso Nacional uma lei que proíbe a construção de instituições com características asilares, ou seja, as que não garantem os direitos fundamentais dos doentes mentais. Em novembro de 2015 o filme entrou na lista feita pela Associação Brasileira de Críticos de Cinema (Abraccine) dos 100 melhores filmes brasileiros de todos os tempos.

## Enredo
O filme começa com Sr. Wilson (Othon Bastos) lendo uma carta que recebeu de seu filho, na qual este diz estar lhe mostrando "a porta da rua". Após um flashback, a história começa a ser contada: Wilson de Souza Neto, um jovem estudante de segundo grau e de classe média baixa, mais conhecido como Neto (Rodrigo Santoro), tem um relacionamento conturbado com seu pai e sua mãe (Cássia Kis Magro). Ele prefere ficar com seus amigos, andar de skate, pichar muros e fumar maconha. Em um dia, Neto viaja sem avisar para onde vai, junto com Lobo (Gustavo Machado), porém não gosta do que encontra e vai embora.
Sem dinheiro, no meio da cidade de Santos, ele começa a abordar pessoas para pedir dinheiro, mas a maioria recusa. Apenas Leninha (Valéria Alencar), uma mulher num bar, lhe ajuda. Eles vão para a casa dela e, depois de comerem, fazem sexo. Após ir embora, ele vai pichar junto de seus amigos, porém são vistos e ele é preso, forçando seus pais a buscá-lo na delegacia. Ele e seu pai brigam e, quando Neto vai para o quarto, Wilson encontra um cigarro de maconha em seu casaco. Os pais de Neto são aconselhados pela sua filha (Daniela Nefussi), que ajuda a conseguir uma vaga no lugar, a interná-lo.
Seu pai diz que vai levá-lo para visitar um colega no hospital, porém quando eles chegam lá, os enfermeiros o levam a força e ele é internado sem a realização de um exame sanguíneo ou psicológico para constatar a necessidade de internação, recebendo um sedativo antes do diagnóstico do Dr. Cintra Araújo (Altair Lima), que raramente se encontra no hospital. Quando acorda, se depara com Ceará (Gero Camilo), um homem de comportamento hiperativo, e vai até o refeitório, onde encontra uma situação decadente e de descuido. Alguns presos pedem um cigarro para ele, porém eles são afastados pelo enfermeiro Marcelo (Luís Miranda).
Ele também conhece Rogério (Caco Ciocler), um usuário de drogas injetáveis internado por sua família há cinco meses, que lhe diz que é impossível fugir dali e se ele tentar seria drogado com haloperidol, ou receber choques elétricos. Seu colega lhe instrui a não consumir os remédios dados pelos enfermeiros, pois eles despertam o apetite para que os pacientes se alimentem e pareçam saudáveis. Enquanto isso, o Dr. Cintra tem uma conversa na qual ele discute sobre a verba dada pelo governo e que se fosse necessário ele poderia facilmente conseguir pessoas, principalmente sem-tetos, para não perdê-la.
Após pelo menos quinze dias de internação, o tempo mínimo para um interno poder receber visitas, os pais e a irmã de Neto vão visitá-lo, descobrem que ele terá que ficar meses no local e mesmo após ele implorar para ser levado embora, eles recusam. Antes do encontro, o doutor disse que ele agiria assim a fim de enganá-los.
Em um dia, Neto tenta fugir aproveitando a distração dos enfermeiros, mas é capturado e, naquela noite, recebe descargas elétricas como punição. De repente, seu pai vai visitá-lo, diz que ele e sua mãe estão sentindo muito a falta dele e que nunca viu ela tão triste. Neto pede que seu pai o leve embora e ele faz isso. Na sua casa, sua mãe pergunta ao garoto abatido, que diz ainda não estar recuperado, se deseja voltar para o colégio ou trabalhar como vendedor e ele decide que quer o emprego. Após a mãe de um amigo seu proibi-lo de visitá-lo e ele descobrir que Leninha é casada, Neto começa a ficar estressado a ponto de abandonar um cliente em meio a uma negociação para passear. Para aliviar tensão, à noite ele vai a uma festa, onde começa a beber bastante Coca-Cola e cachaça, e após ficar bêbado leva Bel (Talita Castro) para o banheiro. Porém, provavelmente devido aos abusos no manicômio, Neto sofre impotência sexual, o que o leva a se descontrolar e a destruir diversos objetos. A garota foge, ele é preso por resistir à prisão, e internado novamente.
Nessa nova instituição, Neto desperta a ira do enfermeiro Ivan (Jairo Mattos) após contar ao seu superior que ele exagerou ao tentar acalmar um paciente. A partir de então, o enfermeiro fica de olho em Neto e quando o vê não tomando um comprimido aproveita para dar a ele uma injeção. Na noite do mesmo dia, Neto deixa uma enfermeira inconsciente e pede para Biu (Marcos Cesana) colocar fogo em vários medicamentos. Quando Ivan descobre, ele o leva para uma sala isolada e o tranca. Num outro dia, Neto escreve uma carta, e quando seu pai vem visitá-lo, ele apenas a entrega e não quer conversar. Após se recusar a cortar o cabelo, ele é preso novamente num quarto isolado, onde ele põe fogo. Ivan vê e não faz nada e Biu acha que ele morreu, porém abrem a porta e Neto sai de lá. Após ler a carta em que Neto conta tudo o que passou na instituição, seu pai o tira do hospital.

## Elenco
O elenco de Bicho de Sete Cabeças, listado a seguir, foi premiado em vários festivais. Seus atores e atrizes receberam prêmios de "Melhor Ator", para Rodrigo Santoro, que fazia seu primeiro longa-metragem, "Melhor Atriz" para Cássia Kiss e "Melhor Ator Coadjuvante" para Gero Camilo e Othon Bastos.
- Rodrigo Santoro — Neto
- Othon Bastos — Sr. Wilson ou Seu Wilson[nota 1]
- Cássia Kis Magro — Meire, mãe de Neto
- Daniela Nefussi — irmã de Neto
- Jairo Mattos — enfermeiro Ivan
- Altair Lima — Dr. Cintra Araújo
- Caco Ciocler — interno Rogério
- Lineu Dias — interno Jornalista
- Gero Camilo — interno Ceará
- Marcos Cesana — interno Biu ou Bil[nota 2]
- Luis Miranda — enfermeiro Marcelo
- Valéria Alencar — Leninha
- Gustavo Machado — Lobo
- Cláudio Carneiro — Alex
- Talita Castro — Bel
- Vivi Frossard — mãe de Alex

## Produção
Foi em 1996, quando fazia parte de um grupo de pesquisa sobre saúde mental no Brasil, que Laís Bodanzky leu pela primeira vez o livro Canto dos Malditos, de Austregésilo Carrano Bueno, ficando impressionada com sua narrativa. Ela então convidou o roteirista Luiz Bolognesi para adaptar a história de Carrano para os cinemas, por saber que ele tinha um olhar sobre o mundo parecido com o dela e teria bastante respeito sobre o tema abordado. O que Bodanzky disse a Bolognesi era que queria transpor a história vivida por Carrano nos anos 70 para os dias de hoje, porque, na verdade, não havia mudado nada atrás dos muros, e ela queria causar esse impacto no espectador.
Ela percebeu que o universo da loucura é um tema tabu, e mesmo com toda a dificuldade, isso a estimulava ainda mais a correr atrás e levantar a produção para o filme. Também disse que se a história não fosse tão "ardida" ou tão necessária, talvez ela não tivesse feito o seu primeiro longa; ela disse que sentiu que tinha que contar essa história. Bodanzky desejava mostrar e denunciar que os problemas dos manicômios não haviam acabado com o fim da ditadura e para conseguir tal objetivo, ela decidiu utilizar uma linguagem seca, quase documental. O documentário O Profeta das Cores, de Leopoldo Nunes, foi uma da suas principais influências para as cenas onde eram mostrados os pacientes do hospital.
O título do filme foi baseado na canção homônima de Zé Ramalho e Geraldo Azevedo, que compôs a trilha sonora, sendo interpretada por Zeca Baleiro na versão do filme. Bodanzky disse que "era necessário encontrar um título que substituísse o nome do livro, [...] porque o filme não era exatamente o livro, mas inspirado nele."

### Roteiro
Bicho de Sete Cabeças foi o primeiro longa de Bodanzky e segundo ela, o roteiro foi a peça-chave no filme. Muitas pessoas foram atraídas pelo roteiro, como os atores Rodrigo Santoro, Othon Bastos e Cássia Kiss, os produtores Caio e Fabiano Gullane e Sara Silveira, e o co-produtor Marco Müller, da Fabrica Cinema. Para sua adaptação do livro, Bolognesi decidiu trabalhar da maneira mais livre possível, considerando o livro uma peça de inpiração do trabalho, mas com a liberdade irrestrita para inventar situações, personagens ou até modificar a personalidade dos personagens. Carrano logo depois aceitou, conforme o que o roteirista e a diretora disseram: "Nosso desejo era manter a espinha dorsal da história, ventilando-a para o grande público, mas com a liberdade de recriar o que achássemos necessário para a eficácia da narrativa cinematográfica." Bolognesi procurou criar um Neto muito mais tímido do que o articulado e carismático Carrano. O roteirista também queria que Neto não fosse o líder da turma, mas apenas um dos alunos da sala de aula. O objetivo segundo ele "era construir um personagem que espelhasse o espectador comum e não anunciasse um herói." O roteirista também sentia a necessidade de construir um segundo eixo narrativo, então ele construiu uma relação entre pai e filho, outro tabu enfrentado pela sociedade, tratando-a como uma história de amor e ódio. Como inspiração para esse relacionamento, ele citou o livro Carta ao Pai, de Franz Kafka.
A primeira versão do filme foi escrita em 1997 durante uma viagem com o Cine Mambembe. Naquele período, Bodanzky e Bolognesi viajavam pelo interior do Brasil projetando curtas brasileiros em praças e escolas. Essa viagem ajudou Bolognesi a escrever a primeira versão do filme. Depois da viagem, o roteiro foi comentado por Bodanzky e recebeu críticas fundamentais de alguns colaboradores. Durante dois anos, o roteiro foi reescrito cinco vezes. Por último e mais importante, poucos meses antes das filmagens, Carrano leu e aprovou o roteiro.

### Preparação do elenco e montagem
Sérgio Penna foi quem fez a preparação do elenco do filme. Durante a preparação dos atores, foi feito um trabalho de desconstrução da figura superficial e preconceituosa dos lugares e das pessoas que habitam os hospitais psiquiátricos. O desafio era construir uma imagem na qual pudesse revelar aspectos mais humanos e profundos. Os atores fizeram um estudo profundo sobre esse universo quase desconhecido. Quando questionada em uma entrevista da IstoÉ Gente, se foi difícil trabalhar com o ator Rodrigo Santoro, Bodanzky respondeu:
| “ | Nunca pensei em outra pessoa para o papel... Quando o vi, fiquei impressionada com a entrega dele para o papel. Sabia que Neto era ele. | ” |

Rodrigo Santoro foi convidado pela diretora para o papel por indicação de Paulo Autran, que atuou com ele em Hilda Furacão. Durante a sua pesquisa para o personagem, Santoro visitou instituições psiquiátricas, observando os pacientes que ali se encontravam. Atores que são usuários de serviço de saúde mental, integrantes do Grupo Pazzo a Pazzo e da Cia. Teatral Ueinzz, ambos dirigidos por Penna, também participaram, como convidados. Eles interpretaram personagens que não estão no ambiente manicomial; isso foi uma opção da preparação de elenco e da direção. Ele ainda leu o livro de Carrano e assistiu produções sobre o tema, entre elas Um Estranho no Ninho, de Miloš Forman.
Bolognesi e Bodanzky ficaram, durante quatro meses, montando o filme em Trieste, na Itália, com a dupla de montadores italianos Jacopo Quadri e Letizia Caudullo. Eles então ordenaram o material e fizeram o primeiro corte como o roteiro indicava e foi filmado. De acordo com Bolognesi, o filme foi "sonhado, escrito e filmado" para os brasileiros. Para isso, eles precisavam ouvir as opiniões dos brasileiros, e assim retornam ao Brasil. Depois de algumas sessões no Brasil, eles descobriram que o filme não dava certo. De volta para a Itália, eles reescrevem uma possível estrutura para o filme, e no avião nasce o Bicho de Sete Cabeças. O que eles fizeram foi concentrar o foco narrativo em Neto, retirando algumas histórias e personagens paralelas, e também trabalhar mais na relação entre pai e filho. Finalmente, ainda faltava convencer o produtor italiano e os montadores. De um grande debate sobre as mudanças propostas, nasceu a versão final do filme.

### Música
No período em que Bolognesi estava reescrevendo o seu roteiro, Bodanzky sugeriu que ele ouvisse Arnaldo Antunes. De acordo com o roteirista, ele encontrou algumas canções que pareciam ter sido compostas para o filme. A trilha sonora foi composta por André Abujamra que chegou a usar o recurso de distorcer alguns sons do próprio filme para compor sua trilha. Fazem parte da trilha sonora, além de Antunes e Abujamra, os cantores Décio Rocha, Zé Ramalho, Geraldo Azevedo e Zeca Baleiro, a banda de rap Zona Proibida e a banda de punk rock Infierno. A trilha sonora de Bicho de Sete Cabeças é composta pelas seguintes músicas:
| N.º | Título                     | Artista                                    | Duração |  |
| 1.  | "Fora de Si"               | Arnaldo Antunes                            |         |  |
| 2.  | "O Caminho das Pedras"     | Zona Proibida                              |         |  |
| 3.  | "Satélites"                | Infierno                                   |         |  |
| 4.  | "Abertura e Corredor"      | André Abujamra                             |         |  |
| 5.  | "O Buraco do Espelho"      | Arnaldo Antunes                            |         |  |
| 6.  | "Eletrochoque e Fuga"      | André Abujamra                             |         |  |
| 7.  | "Carnaval"                 | Arnaldo Antunes                            |         |  |
| 8.  | "No Ponto de Ônibus"       | André Abujamra                             |         |  |
| 9.  | "E Só"                     | Arnaldo Antunes                            |         |  |
| 10. | "Refeitório"               | André Abujamra                             |         |  |
| 11. | "Seu Olhar"                | Arnaldo Antunes                            |         |  |
| 12. | "Janela de Apartamento II" | Décio Rocha                                |         |  |
| 13. | "Bicho de Sete Cabeças II" | Zé Ramalho, Geraldo Azevedo e Zeca Baleiro |         |  |
| 14. | "O Nome Disso"             | Arnaldo Antunes (remix André Abujamra)     |         |  |

## Lançamento e prêmios
Bicho de Sete Cabeças teve sua sessão de estreia em outubro de 2000, quando foi selecionado e exibido no Festival do Rio. No mesmo mês, foi o único filme brasileiro escolhido pelo público como um dos 12 melhores filmes da Mostra de Cinema Internacional de São Paulo. O filme participou de vários festivais como o Festival de Brasília e o Festival do Recife, sendo o mais premiado em ambos. No início de 2001, diante de um público de 2 mil pessoas, o filme foi exibido em Praça Pública no Festival de Tiradentes, em Minas Gerais, conseguindo uma ótima recepção do público, que conferiu em 89% de ótimo e 11% de bom do voto popular. Bicho de Sete Cabeças ficou em cartaz em circuito comercial em 22 de junho de 2001. De acordo com o Projeta Brasil Cinemark, o filme foi a segunda melhor bilheteria do evento de 2001 e foi visto por 21.268 pessoas. A primeira posição pertence a A Partilha, uma comédia de Daniel Filho, com 24.899 espectadores. No Brasil, o filme foi visto por cerca de 401.565 espectadores nos cinemas, arrecadando 2.184.514 de reais, e quando teve sua exibição na Rede Globo, atingiu média de 37 pontos de audiência.
A partir de agosto de 2001, o filme começaria a participar de festivais internacionais. A primeira exibição de Bicho de Sete Cabeças fora do Brasil aconteceu no 54º Festival de Locarno, na Suíça. Foi muito bem recebido e aplaudido pelo público em vários outros festivais internacionais, incluindo festivais na Alemanha e no Canadá. Ganhou o prêmio de "Melhor Filme" no 10º Festival Biarritz Amérique Latine e no Festival de Creteil, na França.
O filme também foi um dos grandes vencedores do 1º Grande Prêmio Cinema Brasil levando para casa sete prêmios, dentre eles o de "Melhor Filme", o de "Melhor Ator" para Rodrigo Santoro, "Melhor Direção", "Melhor Roteiro" e de "Melhor Ator Coadjuvante" para Othon Bastos. Santoro ganhou muitos prêmios e foi elogiado pela sua atuação como Neto, e Laís Bodanzky também recebeu vários prêmios pela sua direção do filme. Bicho de Sete Cabeças foi pré-selecionado para a 74ª edição do Óscar, em 2002, para concorrer na categoria "Melhor Filme Estrangeiro".

## Recepção crítica
Os atores e a produção receberam em sua maioria críticas positivas por parte dos críticos especializados. Ruy Gardnier elogia o filme escrevendo que ele "seduz por uma fluência de narrativa e um jogo de câmera raros no cinema brasileiro, por interpretações excelentes dos protagonistas e dos coadjuvantes..." Marcelo Forlani, do site Omelete, elogiou o ator Rodrigo Santoro por sua atuação que, de acordo com ele, "beira a perfeição", o ator Gero Camilo e todos os demais internos dos manicômios, citando que "é difícil acreditar que os atores ali não sejam loucos de verdade". Também destacou a fotografia e a edição de som, na qual seria outro fator que diferencia Bicho de Sete Cabeças dos outros filmes. Beth Andalaft, do site Universo HQ, também elogiou a atuação de Camilo, colocando em sua análise que ele "rouba a cena, dando um show de interpretação", e os outros atores do filme, escrevendo que eles "estão em seus melhores desempenhos". Alessandro Gianni, da IstoÉ Gente, elogiou a "interpretação surpreendente" de Rodrigo Santoro e a trilha sonora.
O jornal Folha de S. Paulo definiu o filme como "um retrato do inferno em movimento", dizendo que assistir "um retrato pintado com tanta paixão, competência e integridade" é "ao mesmo tempo, um tormento e um prazer." A Folha comentou que todas as escolhas feitas por Bodanzky "são certeiras" e elogiou o tom documental que "amplifica a contundência da história" e os diálogos por serem naturais e cotidianos, notando que "a ausência de proselitismo facilita a entrada do espectador no universo dos personagens." A música de Abujamra também foi elogiada por conseguir condensar "a rebeldia e o lirismo do início da vida adulta." Ivan Claudio, da IstoÉ Gente, elogiou todo o elenco, inclusive os figurantes, que "[v]agando como zumbis pelos pátios do manicômio, [...] contribuem para o clima realista do filme", porém destacou a interpretação de Rodrigo Santoro, afirmando que todo o esforço conjunto "de nada valeria" sem a sua atuação. Escrevendo para a mesma revista, Paula Alzugaray também elogiou a trilha sonora, dizendo que ela "transpira vigor e qualidade do princípio ao fim." Ela comentou que a trilha incidental combinada com as canções de Arnaldo Antunes "formam um conjunto ao mesmo tempo harmonioso e explosivo."

### Questões sociais
O filme aborda questões sociais como os abusos sofridos pelos pacientes dos hospitais psiquiátricos cometidos pelos médicos e funcionários desses locais, a questão das drogas e a relação problemática entre pai e filho. Essas abordagens renderam críticas positivas sobre o filme e fizeram com que as pessoas repensassem antes de internar seus filhos em alguma instituição. Carrano se refere às instituições como "chiqueiros psiquiátricos", e quando perguntado a ele se Laís Bodanzky fizera uma adaptação fiel de seu texto, ele respondeu:
| “ | Acho que o filme ficou na dosagem certa, embora não passe nem 10% do que nós pacientes psiquiátricos passamos dentro desses chiqueiros psiquiátricos, que ainda hoje são verdadeiras "casas de extermínio". Quando comparo essas instituições do terror com casas de extermínio, não é só pelo fato de 80% dos internos morrerem ou virarem moradores lá dentro, mas também pela prisão física e química às quais somos submetidos, ou seja, uma morte em vida que nos leva ao zumbinismo. | ” |

Em suas análises, os críticos trataram de comentar sobre a importante temática social, econômica e cultural abordada no filme, como a falta de informação sobre os centros de internação e a falta de diálogo entre as famílias. Segundo a análise de Sandra Etges, membro analista do CEL-RS, Instituição Psicanalítica do Rio Grande do Sul:
| “ | O filme Bicho de 7 Cabeças apresenta o usuário de drogas típico dos anos 60-70, onde o que estava implícito no uso das drogas era, ainda, o caráter de contestação à severidade paterna, trazendo a bandeira do anti-asilamento, mas não adotando a bandeira anti-drogas, e poderíamos dizer que o asilamento repressivo como mostra o filme, e a dependência às drogas, são igualmente nocivos. | ” |

O crítico de cinema Ruy Gardnier escreveu em sua análise que o filme "foca claramente na questão manicomial e tenta denunciar como uma prática 'científica' dá resultados incompatíveis com aquilo que ela prega". Também observou que o filme é quase em primeira pessoa, "que denuncia uma ocorrência, mas jamais tenta capturar todas as complexidades que giram em torno das práticas de saber psiquiátricas que estão por trás dos manicômios, muito menos investigar a natureza da loucura".
Ludmila Carvalho, do jornal A Tarde, escreveu que "com um olhar franco e urbano sobre a juventude, Bicho de Sete Cabeças consegue ser tão intimista quanto Garota, Interrompida e ao mesmo tempo denunciar a situação calamitosa a que chegou o tratamento da saúde mental neste país", adicionando que "questões como as sequelas causadas pelos remédios e sessões de eletrochoque e a impossibilidade de readaptação à sociedade são introduzidas no filme de maneira sutil e inteligente".